# Tartar (mitologie)
Tartar (în greacă: Τάρταρος, Tartaros; în latină: Tartarus) este cea mai joasă regiune a lumii, fiind atât de adânc sub pământ pe cât este pământul sub cer. Conform poetului grec Hesiod, o nicovală de bronz are nevoie de nouă zile pentru a ajunge, în cădere, din cer până pe pământ, deci unui obiect i-ar trebui tot atât timp pentru a cădea de pe pământ în Tartar. Tartarul este descris ca fiind un loc întunecat, umed, trist, înconjurat de un zid de bronz, iar după acesta un strat triplu de noapte. Alături de Haos, Gaia și Eros este una dintre primele entități care există în univers.
Pe când Hades este tărâmul morților în mitologia greacă, Tartarul conține și el un număr de personaje. În legendele timpurii, este în principiu închisoarea zeilor înfrânți; Titanii au fost exilați în Tartar după ce au pierdut bătălia împotriva zeilor olimpieni, iar Hecatonchirii stau deasupra lor, ca gardieni la porțile de bronz. Când Zeus îl învinge pe monstrul Typhon, născut din Tartar și Gaia, îl aruncă și pe el în același abis.
Pe de altă parte, în miturile mai târzii, Tartarul devine un loc de pedeapsă pentru păcătoși. Seamănă cu Iadul și este opus al Elysium, viața de apoi pentru cei binecuvântați. Când eroul Aeneas vizitează lumea de dedesubt, se uită în Tartar și vede torturi aplicate Titanilor, Tityos, Otus și Ephialtes și Lapith. Rhadamanthus (și, în unele versiuni, fratele său, Minos) judecă morții și le stabilește pedeapsa.